# Éditions Entremonde
 (janvier 2018).
Si vous disposez d'ouvrages ou d'articles de référence ou si vous connaissez des sites web de qualité traitant du thème abordé ici, merci de compléter l'article en donnant les références utiles à sa vérifiabilité et en les liant à la section « Notes et références ».
Pour le roman écrit par Neil Gaiman et Michael Reaves, voir Entremonde (roman).
Les Éditions Entremonde, fondées à Genève en 2008, sont une maison d'édition indépendante organisée en association à but non lucratif.
En France, elle est représentée par l'association Entremonde France.

## Présentation
Le catalogue d'Entremonde mélange des auteurs communistes et anarchistes ainsi que des ouvrages théoriques et de la littérature. Interrogés sur ce mélange de tendances politiques parfois opposées, les membres d'Entremonde se sont expliqués: "La publication d’ouvrages provenant d’auteurs assignés à des tendances politiques opposées est le résultat de deux facteurs : Elle est d’abord le reflet de la composition hétérogène du comité éditorial. Elle est ensuite un choix, comme les situationnistes à leur époque, du dépassement de l’idéologie."
Ainsi, Karl Marx y côtoie Michel Bakounine et diverses tendances de la Gauche communiste (communisme de conseils, opéraïsme, communisation) et de l'anarchisme (anarcho-communisme, anarchisme insurrectionnaliste) y sont représentées. Entremonde est également l'éditeur principal de l'écrivain italien Nanni Balestrini et réédite Douze ans d'esclavage, le fameux récit d'esclave de Solomon Northup. Enfin, Entremonde a publié la première édition française de La Nouvelle Typographie de Jan Tschichold et le manuel incontournable Systèmes de grille de Josef Müller-Brockmann.

## Auteurs publiés
| - Bruno Astarian - Michel Bakounine - Nanni Balestrini - Marshall Berman - Alfredo M. Bonanno - Gianpiero Bottinelli - Marco Camenisch - Joshua Clover - Yann Collonges | - Gilles Dauvé - Silvia Federici - Mark Fisher - Marianne Enckell - Charles Heimberg - Abraham Léon - Karl Marx - Paul Mattick - Léon de Mattis - Josef Müller-Brockmann | - Antonio Negri - Solomon Northup - Pierre Georges Randal - Maximilien Rubel - Otto Rühle - Georges Sorel - Jan Tschichold - Mario Tronti - Voline - Jean Wintsch |

## Publications notables
- Nanni Balestrini, La Violence illustrée, traduit de l’italien par Pascale Budillon Puma, Genève, 2011, 150 pages[3].
- Abraham Léon, La Conception matérialiste de la question juive, Entremonde, coll. « Rupture », Genève, 2018[4].

### En co-édition
- Silvia Federici, Caliban et la sorcière. Femmes, corps et accumulation primitive, Marseille/Genève-Paris, Éditions Senonevero/Éditions Entremonde, 2014, 459 pages[5]